# Commissiepolle
Commissiepolle (Fries: De Kommisjepôle; Stellingwerfs: Kemmissiepolle) is een buurtschap in de gemeente De Friese Meren, in de Nederlandse provincie Friesland. Commissiepolle ligt tussen Echten en Bantega aan de gelijknamige weg. Opmerkelijk aan de buurtschap is dat de huizen aan een schelpenpad liggen, dat niet geschikt voor auto's en andere groot verkeer.
Volgens de kadasterkaart van 1832 stonden hier arbeiderswoningen van veenarbeiders die werkten voor een veenbaas die het gebied aan het ontginnen was. Zowel de grond als de huizen waren in het bezit van de veenbazen. Alleen de armvoogdij van Lemmer had hier nog twee huisjes in bezit. In 1832 waren de percelen in het noorden reeds ontgonnen. Ten zuiden van het rijtje huizen werd nog veen afgestoken. Nadat het gebied ontgonnen was, zijn de huizen blijven bestaan. De buurtschap werd op de kaart van Eekhoff van 1853 vermeld als Commissie Polle. Het is niet bekend waar het element commissie precies voor staat.
Voor de gemeentelijke herindelingen in 2014 lag de plaats in de gemeente Lemsterland. 
Hoofdplaats: Joure     Stad: Sloten

Dorpen en gehuchten: Akmarijp · Bakhuizen · Balk · Bantega · Boornzwaag · Broek · Delfstrahuizen · Dijken · Doniaga · Echten · Echtenerbrug · Eesterga · Elahuizen · Follega · Goingarijp · Harich · Haskerhorne · Idskenhuizen · Kolderwolde · Langweer · Legemeer · Lemmer · Mirns · Nijehaske · Nijemirdum · Oldeouwer · Oosterzee · Oudega · Oudehaske · Oudemirdum · Ouwster-Nijega · Ouwsterhaule · Rijs · Rohel · Rotstergaast · Rotsterhaule · Rottum · Ruigahuizen · Scharsterbrug · Sint Nicolaasga · Sintjohannesga · Snikzwaag · Sondel · Terhorne · Terkaple · Teroele · Tjerkgaast · Vegelinsoord · Wijckel

Buurtschappen: Ballingbuur · Bargebek · Boornzwaag over de Wielen · Brekkenpolder · Commissiepolle · De Rijlst · Delburen · Finkeburen · Heide · Hooibergen · Nieuw Amerika · Onland · Schoterzijl (deels) · Schouw · Spannenburg · Tacozijl · Trophorne · Tweehuis · Vierhuis · Vrisburen · Westerend-Harich · Zevenbuurt

Friesland: Steden en dorpen      Nederland: Provincies · Gemeenten